# 디모테오에게 보낸 첫째 편지

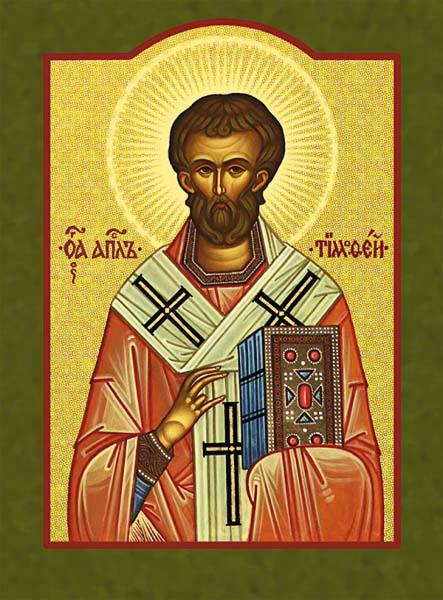
디모테오의 이콘

디모테오에게 보낸 첫째 편지(공동번역), 디모테오에게 보낸 첫째 서간(로마 가톨릭), 디모데전서(개신교)는 사도 바울로가 제자 디모테오에게 보낸 서신서이다. 신약성경의 책 중 하나이며, 디모테오에게 보낸 둘째 편지, 디도에게 보낸 편지와 함께 목회서신으로 분류된다. 사도 바울로의 저작으로 보는 것이 전통적인 시각이다. 주로 그의 어린 동료이자 대리인인 디모테오에게 에페소스에서 그의 사역에 대한 조언을 담고 있다. 이러한 조언에는 교회의 조직과 그 안에서 지도자들에게 맡겨진 책임에 대한 강령뿐 아니라, 주변의 잘못들 속에서 진리를 유지하는 데 있어 충실하라는 권고가 포함되어 있다. 대부분의 현대 학자들은 목회서신이 바울 사후에 쓰여진 것으로 보고 있다.

## 연대
현대의 학자들은 일반적으로 1세기 후반이나 2세기 전반에 구성된 것으로 보고 있으나 구체적인 연도를 설정하지는 못한다. 그노시스("지식")라는 용어는 디모데전서 6장 20절에 등장한다. 디모데전서와 폴리카르포스의 서신의 유사함을 두고 폴리카르포스의 서신이 디모데전서를 참고한 것으로 이해하는 것이 일반적인데, 이 관점에 의해 서기 130년에서 155년 이전에는 쓰여진 것으로 이해된다. 마찬가지로 안티오케이아의 이냐시오와 본 서신 1장 14절 사이의 유사성을 근거로 본 서신의 작성연대를 앞당길 수 있다. 그러나 이레네오가 서기 180년경에 본 서신을 처음 분명하게 묘사하고 있어 여러 이론이 함께 존재하는 상황이다. 발견된 가장 이른 시기의 사본은 2017년에 발견된 서기 3세기의 사본이다.

## 내용
- 1장 : 인사, 그릇된 가르침에 대한 경고, 율법의 역할, 바울로의 감사, 회개의 정의(15절) 디모테오의 책무
- 2장 : 모든 사람을 위한 기도, 올바른 예배 자세
- 3장 : 교회 지도자의 자격, 봉사자의 자격, 위대한 신앙의 신비, 삼위일체의 정의(16절)
- 4장 : 거짓 교사들에 관한 경고, 그리스도의 훌륭한 일꾼
- 5장 : 신자들을 대하는 자세, 과부들에 관한 지침, 원로들에 관한 지침
- 6장 : 종들에 관한 지침, 이단과 탐욕에 대한 경고, 믿음을 위한 싸움, 부자들에 관한 지침, 마지막 권고와 인사

## 같이 보기
- 위경
- 디모테오에게 보낸 둘째 편지